# Otto Gleim
Pour les articles homonymes, voir Gleim.
Otto Gleim, né le 22 avril 1866 à Cassel et mort le 17 août 1929 à Planegg, est un administrateur colonial allemand qui fut gouverneur du Kamerun et sous-secrétaire d'État à l'Office impérial aux Colonies.

## Biographie
Gleim était issu d'une vieille famille de juristes de l'électorat de Hesse et était le fils de Wilhelm Gleim (de), conseiller privé en chef, et de son épouse Antonie Gleim née Lambert. Il a fréquenté des lycées à Glogau, Breslau et Berlin. À partir de 1885, il étudia la médecine, puis le droit à partir de 1886 à l'université Philipps de Marburg et à l'université de Leipzig. En 1886, il fut reçu au sein du Corps Teutonia zu Marburg (de) et du Corps Lusatia Leipzig (de), puis, en tant qu'inactif, à l'Université Friedrich Wilhelm de Berlin. De son mariage avec Adelheid née Krause sont nés les fils Wilhelm et Erwin Gleim. Otto Gleim était un cousin du chirurgien Fritz König.
Il a effectué son stage juridique entre autres à Lübben (Forêt de la Sprée). Après avoir obtenu son doctorat en droit et le deuxième examen d'État, il entra en 1895 comme assesseur au département des colonies du ministère des Affaires étrangères et fut envoyé au Cameroun début 1896 pour remplacer le chancelier des colonies. De novembre 1896 à 1898, il fut chancelier et gouverneur adjoint de la colonie allemande du Togo. Il retourna ensuite au département colonial.
En 1899, Gleim fut envoyé à São Paulo de Loanda en tant que premier consul de carrière pour l'Angola et le Congo français. Il était également consul pour l'Afrique équatoriale française et l'État souverain du Congo. En 1901, il retourna en Allemagne en tant qu'assistant permanent au département colonial du ministère des Affaires étrangères. En décembre de la même année, il fut nommé conseiller de légation, en 1904, conseiller de légation effectif et conseiller chargé de conférences, en 1908, conseiller supérieur secret au sein du Reichskolonialamt. En 1904/1905 et 1906/1907, il fut temporairement le représentant du gouverneur au Kamerun allemand. En août 1910, Gleim devint lui-même gouverneur du Cameroun ; il démissionna cependant dès 1911 en raison du traité Maroc-Congo qu'il avait rejeté. En mai 1912, le secrétaire d'État Wilhelm Solf le rappela au poste de directeur du département de l'administration générale au sein de l'Office colonial impérial, et en 1916, il fut promu sous-secrétaire d'État. En 1918, il reçut le caractère (titre) de conseiller privé effectif. Sa période en tant que gouverneur du Cameroun fut trop courte pour qu'il puisse poser des jalons importants. Son mandat est considéré, avec ceux de Theodor Seitz (1907-1910) et de Karl Ebermaier, comme faisant partie de la phase des réformes coloniales de Bernhard Dernburg, qui mettait l'accent sur une exploitation économique pacifique des colonies allemandes désignées comme territoires protégés.